# Хуан де Уртубиа
Хуан де Уртубиа (исп. Juan de Urtubia, также встречаются варианты написания Durthubie, Durthubia, Ortobia, Ortubia) — наваррский «королевский оруженосец» (escudero del Rey), воевавший на территории материковой Греции и прилегающих островов на стороне франкских государств в конце XIV — начале XV веков.

## Албания и Ахея
Первое упоминание о Хуане де Уртубиа в сохранившихся исторических документах относится к январю-февралю 1374 года, когда Карл II (король Наварры) наградил его за службу 1.000 арагонскими золотыми флоринами, несколькими мельницами в районе Туделы и опекой над крупным замком в районе Рокафорта. Далее он появляется на страницах документов в Гаскони, набирающим наёмников для Наваррской компании. Когда младший брат короля Карла II — Людовик д’Эврё — попросил помощи в возвращении Дураццо, захваченного албанцами во главе с Карлом Топия, то Карл предоставил ему опытных наёмников. Хуан де Уртубиа был одним из четырёх командиров этой группировки и лично командовал отрядом из 50 человек; в списке от 15 февраля 1375 года он упоминается как Johanco durtuvia escudero del Rey ordenado por yr en el dicto biage dalbania e sus eill e en sus governamiento L hombres darmas como parece por un otro mandamiento del Rey. Тщательно подготовившись, войска Людовика в начале лета 1376 года высадились на Балканах и взяли Дураццо. Однако в конце того же года Людовик умер, и оставшиеся без нанимателя войска ушли к другим господам.
К апрелю 1378 года относится упоминание о Хуане де Уртубиа в Морее — он возглавляет 100 или более человек на службе у Нерио I.

## Завоевание Беотии
Беотия изначально была владением Афинского герцогства, однако потом была захвачена Каталонской компанией. Весной или летом 1379 года по неизвестной причине в Беотию вторгся со своими людьми Хуан де Уртубиа. Миновав территорию, принадлежавшую его прежнему нанимателю Нерио I, он осадил Фивы. Союзники каталонцев в Европе не могли оказать им помощи, а ближайшие соседи поддержали Хуана де Уртубию, и поэтому в мае или июне 1379 года Фивы пали.
После этого Уртубию атаковал Салонский граф Луис Фадрике, но тот отбился при помощи Госпитальеров. Фадрике отказался мириться с Уртубией, и между ними продолжалась вялотекущая война. Наваррцы же продолжили развивать успех, и в 1381 году взяли Левадию.
С осени 1381 года Хуан де Уртубиа пропадает из документов; когда Наваррская компания 2 января 1382 года подписала договор с Венецией — его имени уже не было в списках. Предполагается, что это является свидетельством того, что он умер в 1381 году.